# Finedon
Finedon är en by och en civil parish i kommunen North Northamptonshire i England. Orten har 4 309 invånare (2011).